# دانشگاه سوربن (ائتلاف)
از سال ۲۰۱۰ میلادی دو دانشگاه از شعب سیزده‌گانهٔ دانشگاه پاریس، یعنی دانشگاه پاریس ۶ و پاریس ۴، اقدام به تشکیل ائتلافی به نام Sorbonne Universités (دانشگاه‌های سوربُن) کردند. این ائتلاف شامل یک کالج دکترا به نام The Sorbonne Doctoral College است که از سال ۲۰۱۰ مدرک دکترای این دو دانشگاه به‌طور مشترک و تحت عنوان Sorbonne University اعطا می‌شود.